# Enchentes na Europa Ocidental em 2021
As enchentes na Europa Ocidental em julho de 2021 afetaram vários países da Europa Ocidental, com particular gravidade na Alemanha, Bélgica, Luxemburgo e Países Baixos. Desde 14 e 15 de julho de 2021, várias rios transbordaram dos seus leitos, nomeadamente o rio Ahr na Renânia do Norte-Vestefália, provocando grandes prejuízos e perda de vidas.
A precipitação atingiu níveis recorde para o verão. Mais de 217 pessoas morreram, das quais pelo menos 178 na Alemanha (principalmente na região de Ahrweiler), 37 na Bélgica, uma na Itália (balanço provisório) e uma na Áustria, Mais de 1 300 pessoas foram dadas como desaparecidas na Alemanha.

## Causa

Vídeo de satélite da Europa de 8 a 15 de julho

A circulação atmosférica na Europa é caracterizada por um bloqueio ômega que encontra-se acima da Escandinávia desde o início do verão de 2021. Isso desvia os sistemas transientes, mais ao sul. Enquanto o Canadá, a Sibéria e a Escandinávia experimentam um calor extremo no verão, a Europa Ocidental sofre frequentes tempestades de chuva.
O ciclone barotrópico Bernd, assim denominado pela Universidade Livre de Berlim em 10 de julho, surgiu no Atlântico Norte, várias centenas de quilômetros a sudoeste da Islândia. Ganhou força no dia 12 no Reino Unido e atravessou a Europa Ocidental nos dias seguintes.
O movimento lento desse bloqueio favoreceu chuvas intensas e prolongadas, sugando o ar quente e úmido do Mediterrâneo e gerou uma grande área chuvosa do Benelux à Itália, afetando particularmente a Alemanha Ocidental. A chuva desse sistema, dando acumulações da ordem de 100 a 200  mm em uma grande área, foi adicionada às chuvas anteriores. De acordo com o European Severe Weather Database, em 14 de julho precipitações de 154 mm foram registrados em apenas 24 horas em Colônia e de 207 mm em Reifferscheid em nove horas, resultados de um fênomeno meteorológico extremo. No dia anterior, havia caído 88,3 mm em Hirschberg e 85,1  mm em Hof. Segundo a Organização Meteorológica Mundial (OMM), caiu em dois dias o equivalente a dois meses de precipitação.

## Consequências

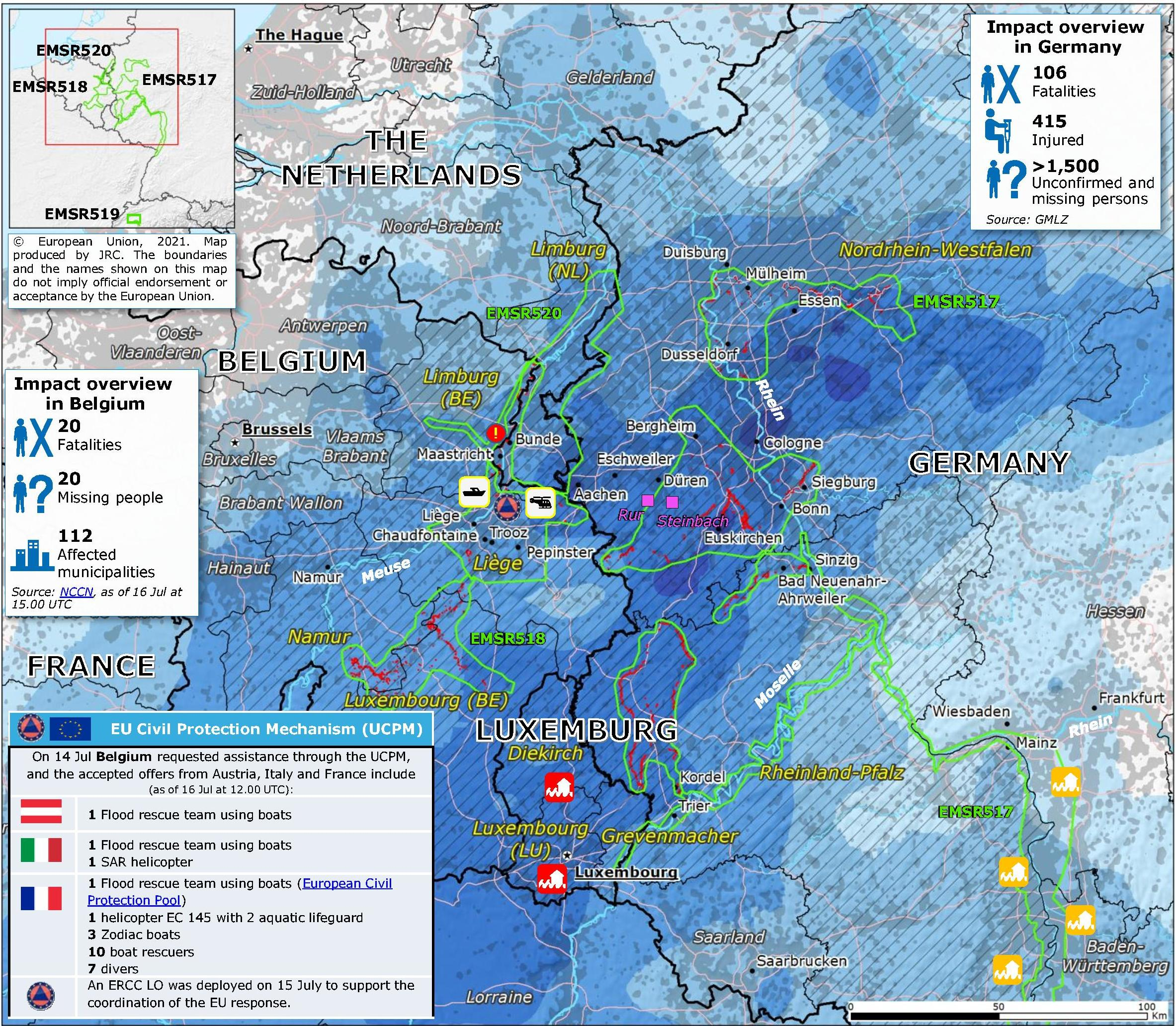
Mapa das áreas afetadas segundo o Centro de Coordenação de Atendimento a Emergências (ERCC)

### Alemanha

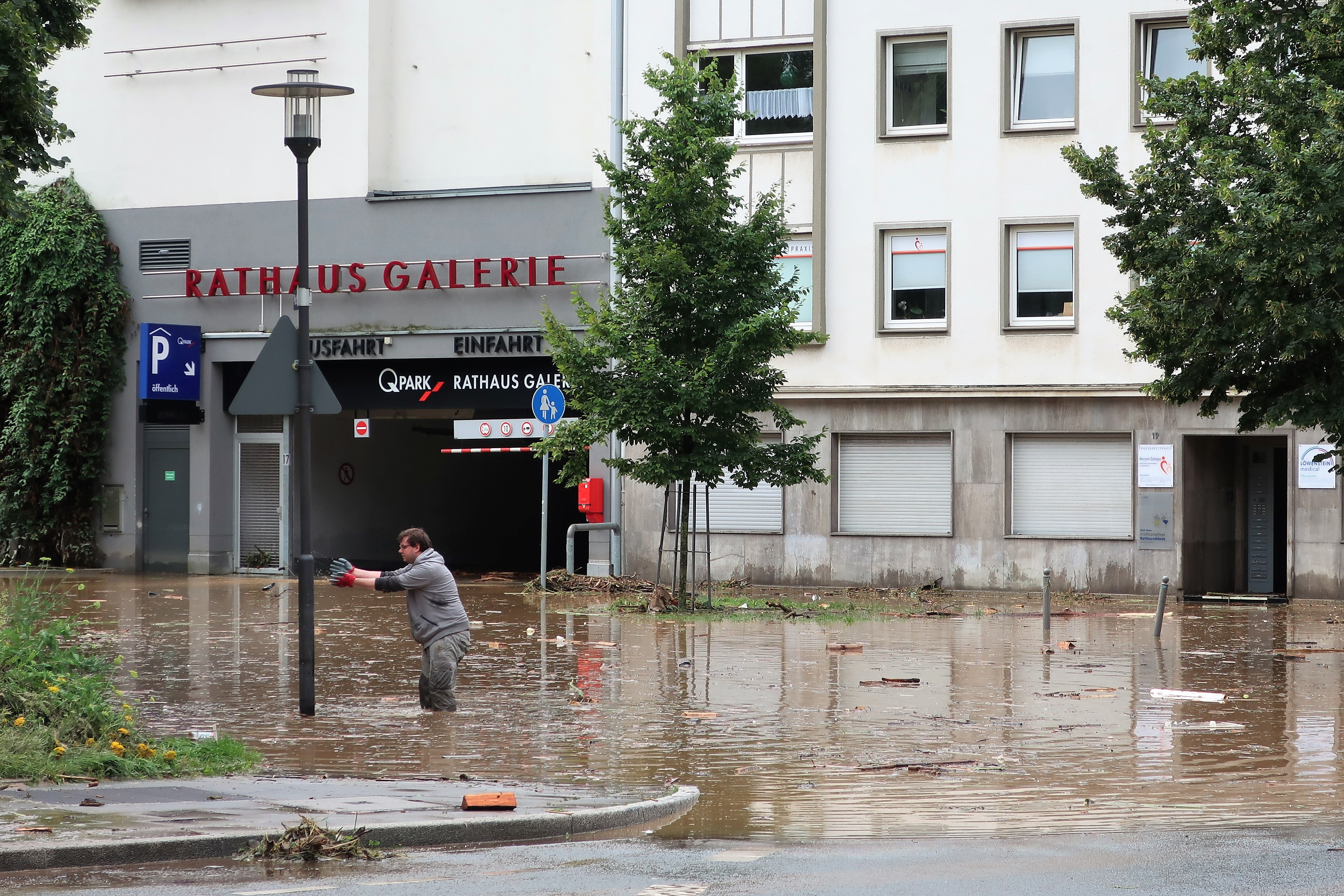
Inundação em Hagen, na Alemanha

As inundações afetaram principalmente a Renânia-Palatinado e a Renânia do Norte-Vestfália, matando mais de 100 pessoas. De acordo com o fornecedor de energia Westnetz, cerca de 200 000 lares ficaram privados de eletricidade. Centenas de pessoas foram dadas como desaparecidas no país.
São, em sua maioria, pequenos riachos que transbordaram dos seus leitos, invadindo dezenas de áreas habitadas construídas em várzeas. Por exemplo, em Erftstadt, uma parte da vila desabou como resultado de um deslizamento de terra deixando uma grande cratera. Em Bad Neuenahr-Ahrweiler, várias casas desabaram e 110 pessoas morreram. Redes de gás e linhas telefônicas estão inutilizáveis em muitos lugares, centenas de pessoas ficaram desabrigadas. Cerca de 700 habitantes foram evacuados em Wassenburg, perto de Colônia, após o rompimento de uma barragem.
Quase mil soldados foram mobilizados para prestar ajuda as vítimas.
Essas inundações terão um impacto profundo nas próximas eleições parlamentares. Tanto os sociais-democratas como a CDU/CSU afirmaram que devem "fazer de tudo para deter o aquecimento global" e "acelerar as medidas de proteção do clima", respectivamente.

### Bélgica

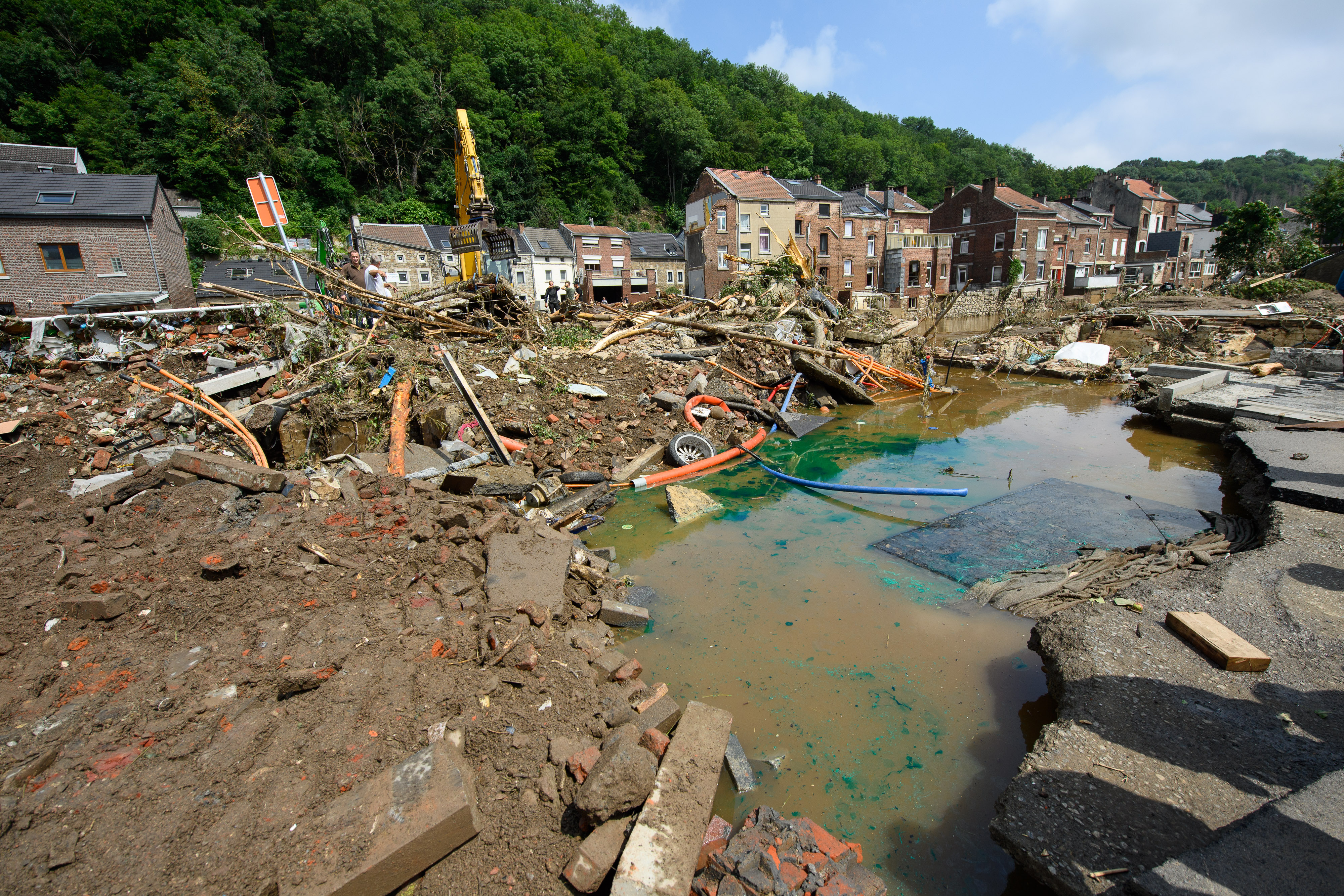
Danos causados pelas enchentes em Pepinster, na Bélgica, em 17 de julho

As inundações ocorreram desde 13 de julho na Bélgica, na região da Valônia, na região da Capital Bruxelas e nas províncias de Limburgo e Brabante Flamengo. Muitos rios transbordaram, como o Mosa, o Vesdre, o Ourthe e o Amblève.
Em 19 de julho, 36 pessoas morreram e 77 estão desaparecidas, além de danos materiais significativos. Quarenta municípios na região da Valônia foram rapidamente reconhecidos em estado de desastre natural. Na província de Liège, as redes de gás e eletricidade sofreram graves perturbações e o abastecimento de água é impróprio para consumo em numerosas regiões.
Enquanto os bombeiros da província de Liège estavam sobrecarregados, bombeiros da Itália, norte da França, Países Baixos e Áustria vieram ajudar a evacuar as vítimas de suas casas.
Chuvas fortes e trovoadas ao longo da noite de 24 de julho na província de Namur provocaram enchentes. Carros foram arrastados e casas e ruas foram danificadas.

### França
O Grande Leste foi afetado por fortes chuvas. As regiões de Hauts-de-France e Bourgogne-Franche-Comté também foram afetadas por inundações locais. De acordo com a Météo-France, entre segunda-feira 12 de julho e sexta-feira 16 de julho, caíram durante 12 horas 199 milímetros de chuva em Châtel-de-Joux (Jura), 160 mm em Plainfaing (Vosges), 159 milímetros em Fied (Jura) e 158 milímetros em Villers-la-Chèvre (Meurthe-et-Moselle).
Municípios como Bar-le-Duc e Arbois foram inundados e os seus moradores foram alertados a ficar em casa. Entre o departamento de Saône-et-Loire e o de Jura, o rios Seille e Brenne atingiram a fase máxima.

### Itália
O temporal de chuva também atingiu o nordeste da Itália e causou danos às colheitas. Em Trentino-Alto Ádige, uma árvore derrubou e danificou um teleférico e várias estradas foram danificadas, enquanto em Véneto uma pessoa morreu.
Chuvas fortes no norte da Itália no dia 28 de julho resultaram em enchentes e deslizamentos de terra. O governo do país declarou o estado de emergência para a região de Lombardia.
No dia 15 de outubro a região de Sicília foi afetada por fortes chuvas. A precipitação ultrapassou 150 mm em um dia, resultando em inundações na cidade de Catânia, onde duas pessoas morreram. As autoridades italianas emitiram um código vermelho para as regiões de Sicília e Calábria por causa das inundações.

### Luxemburgo

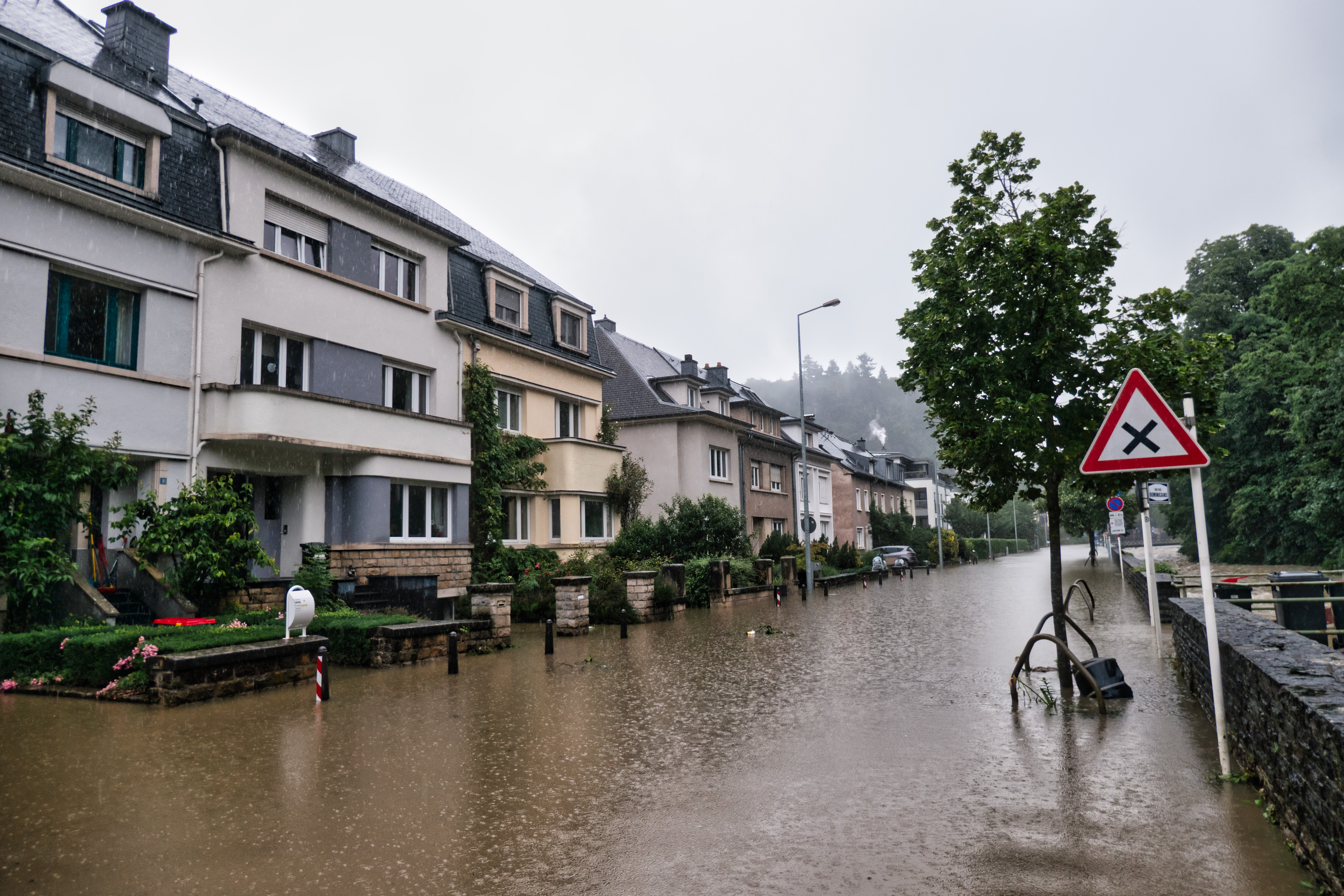
Inundação em rua residencial em Clausen, no Luxemburgo

Em Luxemburgo, 2.000 pessoas foram evacuadas. Moradores em Mersch, Beringen e Rollingen ficaram sem eletricidade. O acampamento Rosport teve que ser evacuado como uma medida de emergência na manhã de 15 de julho. Seis pessoas se refugiaram no centro cultural Osweiler.

### Países Baixos

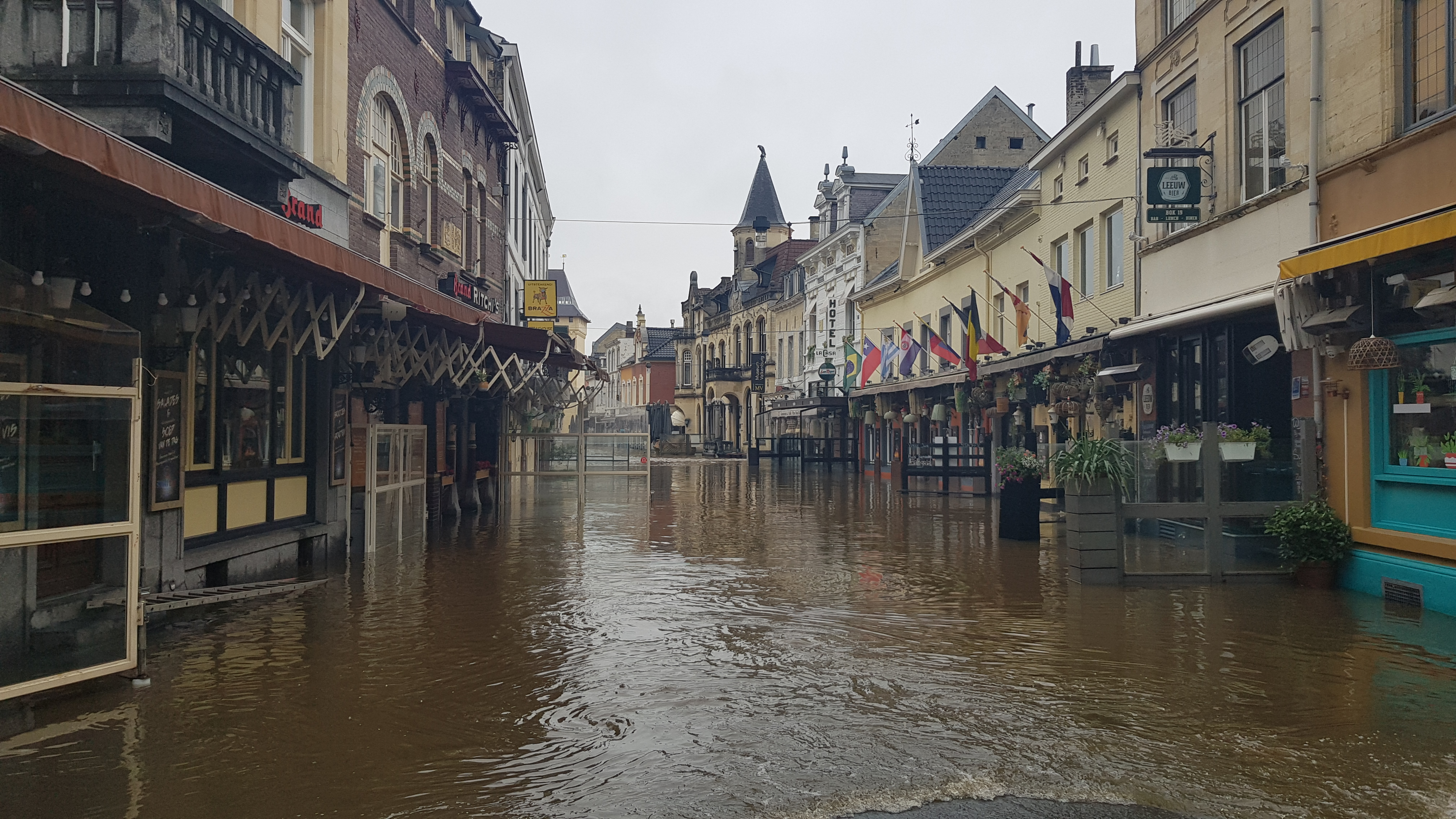
O centro de Valkenburg inundado após fortes chuvas

O Real Instituto Meteorológico dos Países Baixos emitiu em 14 de julho um alerta vermelho para a província de Limburgo, pois o rio Mosa atingiu um recorde estival de mais de um século e deveria ultrapassar em 15 de julho os recordes estabelecidos em 1993 e 1995. Grande parte do resto dos Países Baixos receberam um alerta amarelo sobre a chuva em 15 de julho. Em 16 de julho, as autoridades deram início a uma evacuação em massa dos moradores e comerciantes de Limburgo e 300 militares foram deslocados para ajudar as vítimas.
A precipitação ultrapassou 100 mm em um dia e 200 mm durante três dias, o que seria um recorde histórico. Como resultado, em 16 de julho, um dique do canal Juliana rompeu, levando à evacuação de várias aldeias de Limburgo. Mais de 10.000 pessoas foram evacuadas em Venlo e em municípios vizinhos durante à noite. O principal hospital de Venlo também foi evacuado como precaução contra as enchentes no Mosa.
Na província de Frísia chuvas fortes e passageiras durante a madrugada do dia 25 de julho provocaram enchentes. Ruas foram inundadas e casas foram danificadas. O Corpo de Bombeiros da Frísia recebeu muitas notificações sobre o incómodo gerado pelas chuvas.

### Reino Unido
Em 12 de julho, partes do país registraram mais do que o total da chuva média mensal no período de 24 horas. Inundações repentinas foram relatadas na região de Kew, em Londres onde caiu 48 mm, o terceiro dia mais chuvoso registrado pela estação meteorológica. Outras regiões de Londres registraram mais de 76 mm de chuva em 90 minutos.
O Corpo de Bombeiros de Londres recebeu mais de 1.000 ligações sobre enchentes, pois muitas pessoas tiveram que sair de suas casas e carros submergiram nas enchentes. A Thames Water recebeu mais de 2.500 ligações sobre transbordamentos de esgoto, dizendo que a precipitação excedeu a capacidade projetada de seu sistema de esgoto. Como as chuvas mais fortes ocorreram perto da maré alta, isso evitou que os esgotos que corriam para o Tames se esvaziassem. As estações de Chalk Farm, Hampstead e Wimbledon também foram fechados devido a enchentes. O serviço também foi reduzido na estação Euston , o terminal londrino da West Coast Main Line e através das redes London Overground e Thameslink. Na noite de 13 de julho, mais de 120 residentes do Royal Borough of Kensington e Chelsea foram levados para acomodações de emergência devido a severidade das inundações.
Em outras partes da Inglaterra também foram relatadas inundações repentinas. A cidade de Southampton ficou submersa, resultando em danos materiais e, bloqueios de estradas e suspensão das atividades em ferrovias.

### Suíça

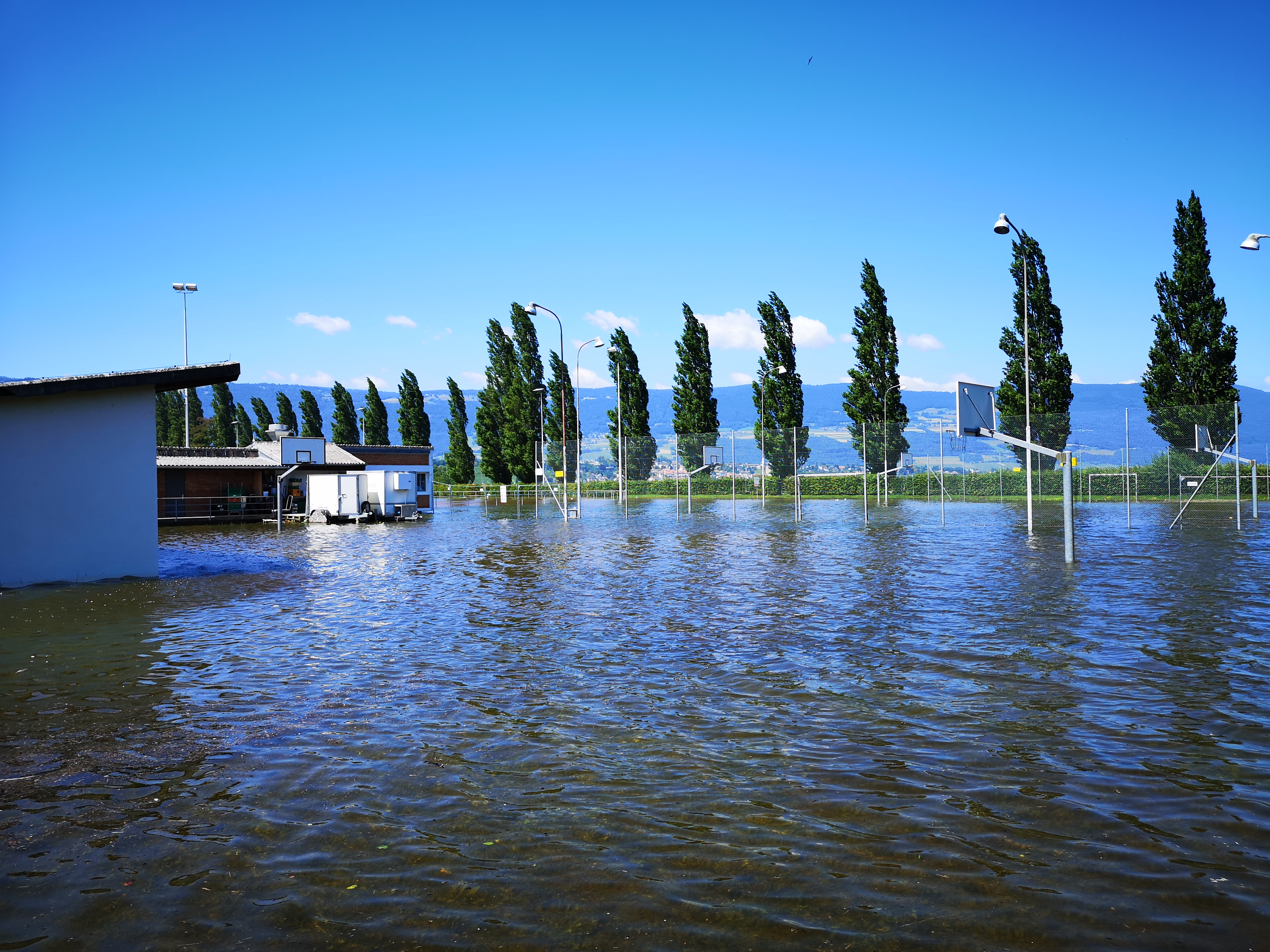
Uma quadra de basquete inundada em Yverdon-les-Bains na Suíça

Em 15 de julho, o serviço meteorológico suíço avisou que as inundações no país se agravariam nos próximos dias, potencialmente equivalentes aos níveis da inundação do ano de 2005 e que existia um risco particularmente elevado de inundações. No mesmo dia, o nível da água no Lago Lucerna atingiu seu nível máximo.

## Ligação com o aquecimento global
Segundo Jean-Pascal van Ypersele, estas inundações seriam consequências das mudanças climáticas e deveriam encorajar-nos a descarbonizar as nossas sociedades. Segundo a Météo-France, embora a passagem de uma gota fría sobre a Europa não dependa diretamente dessa mudança climática, como um fenômeno conhecido e documentado há muito tempo, ela amplificou a intensidade das chuvas. De forma mais geral, o aquecimento global piorou a gravidade de eventos meteorológicos notáveis nos últimos anos.